# Dumut jezici
Dumut jezici, podskupina ok-awyu jezika iz indonezijskog dijela Nove Gvineje. 
Sastoji se od 6 jezika: ketum [ktt], 900 (2003 SIL); kombai ili komboy [tyn],  4.000 (1991 SIL); mandobo atas [aax], 1.000 (2002 SIL); mandobo bawah [bwp], 2.000 (2002 SIL); wambon [wms], 3.000 (1987 SIL); i wanggom [wng], 1.180 (2002 SIL).

## Vanjske poveznice
- Ethnologue (14th)
- Ethnologue (15th)